# Tatosoma apicipallida
Tatosoma apicipallida là một loài bướm đêm trong họ Geometridae.